# Anandra capriciosa
Anandra capriciosa är en skalbaggsart som beskrevs av Thomson 1864. Anandra capriciosa ingår i släktet Anandra och familjen långhorningar. Inga underarter finns listade i Catalogue of Life.